# Davor Bunoza

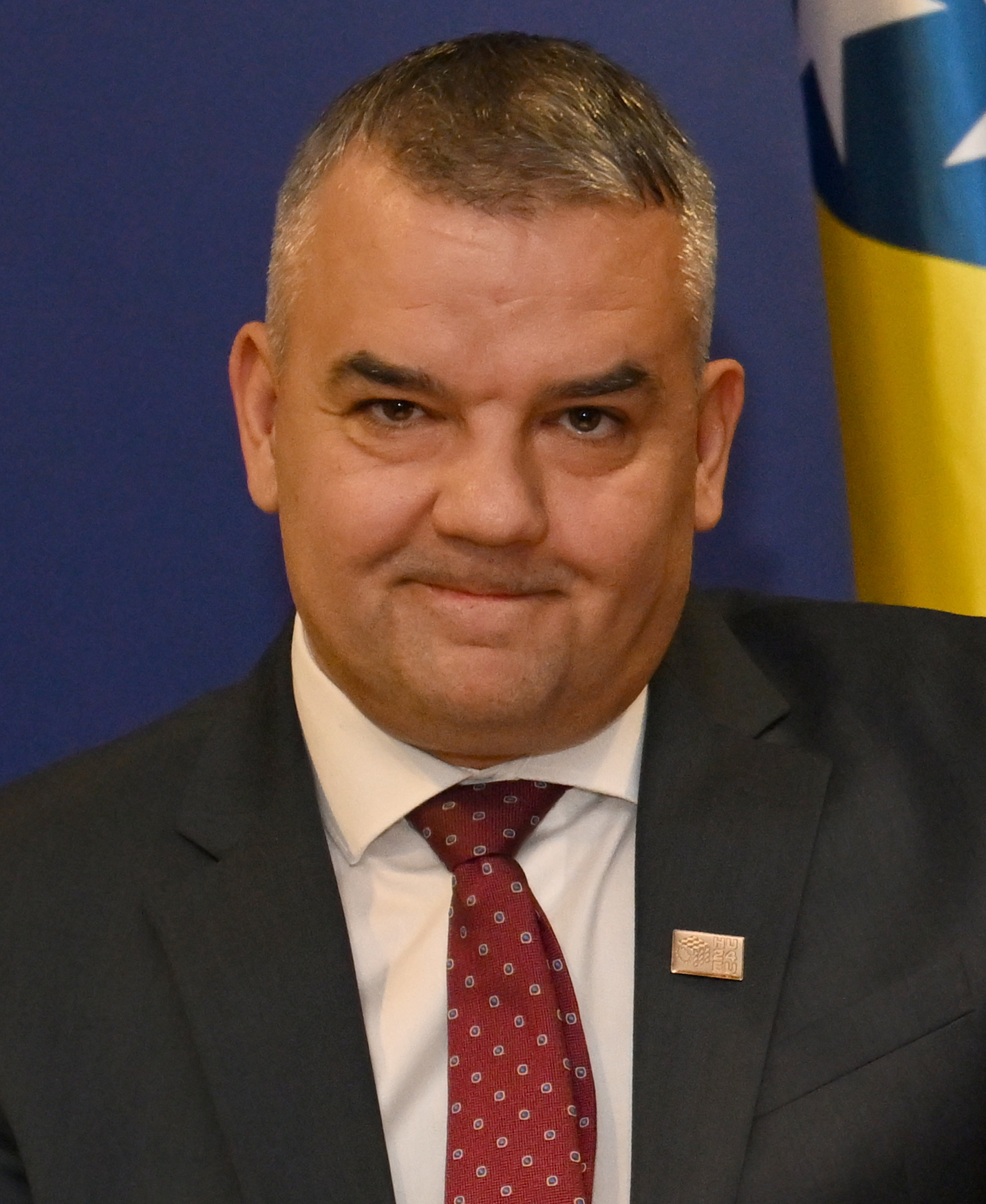
Davor Bunoza, 2024

Davor Bunoza (* 3. April 1980 in Mostar, SFR Jugoslawien) ist ein parteiloser bosnisch-herzegowinischer Politiker. Er ist seit Februar 2023 Justizminister von Bosnien und Herzegowina im Kabinett Krišto.

## Biografie
Davor Bunoza wurde in Mostar, Herzegowina, geboren, wo er auch die Schule besuchte. Nach Beendigung des Gymnasiums studierte er Recht an der Fakultät der Universität Mostar. Sein Jurastudium schloss Bunoza 2005 mit einem Bachelor ab. Seit 2011 ist er als selbstständiger Rechtsanwalt in Mostar tätig.